# Municipio de Ocampo (Tamaulipas)
El municipio de Ocampo es uno de los 43 municipios del estado de Tamaulipas, México. Su cabecera es la localidad de Ocampo.

## Geografía
El municipio de Ocampo está situado al suroeste del estado de Tamaulipas. La cabecera municipal es la ciudad de Ocampo y está situada entre los paralelos 22° 50’ de latitud norte y a los 99° 22’ de longitud oeste; a una altitud de 340m. sobre el nivel del mar. Colinda: Al Norte con el municipio de Jaumave, al sur con San Luis Potosí, Antiguo Morelos y Nuevo Morelos. Al este con Gómez Farías y Mante. Y al oeste, con Tula. Tiene una extensión territorial de 1,743.65 km².

### Clima
El clima de este municipio es predominante extremoso de tipo semicálido se suelen presentar fuertes lluvias en verano, tiene una precipitación pluvial media de 80 milímetros.La temperatura promedio es de 23 °C, siendo la mínima de 0 °C y la máxima de 43 °C.

### Hidrografía
Su hidrografía está formada por la corriente del río Canoas o Santa Bárbara, el Municipio se ubica en su cuenca, cuyo nacimiento se localiza en la Sierra Madre Oriental por su dirección de noroeste a sureste desemboca en el río Guayalejo.

### Orografía
Ocampo tiene un 55 por ciento de pendientes fuertes, por ello sus asentamientos humanos se localizan principalmente en los valles que se forman en la Sierra Madre Oriental. El Municipio tiene altitud media de 350 metros sobre el nivel del mar, alcanzando en las partes más accidentadas alturas de 1,500 metros sobre el nivel del mar.

### Flora y fauna
Al municipio de Ocampo también se le conoce como El Vergel de Tamaulipas por su exuberante vegetación.
Ocampo forma parte de la gran reserva de la Biosfera El Cielo. También es parte de la zona Huasteca Tamaulipeca. Ocampo tiene el privilegio de tener una extensa y muy variada flora y fauna, aunque ciertas especies han desaparecido y otras están en peligro de extinción.
La vegetación que se presenta en las partes altas al oeste, es de bosque caducifolio y escleroaciculifolio, combinado con selva media caducifolia. En el este que son las partes más bajas, es selva baja caducifolia.
La fauna se compone principalmente mamíferos pequeños tales como: armadillo, conejo, jabalí, liebre, gato montés, guajolote silvestre y venado cola blanca.
En el municipio de Ocampo existen varias especies en peligro de extinción entre ellas se encuentra el tinamú, canelo, cojolita, oso negro, jaguar, tigre, puma, ocelote y venado temazate.
Para información detallada de la flora y fauna de Ocampo y la zona ver: La reserva de la Biosfera El Cielo en esta Wikipedia.

## Historia
Santa Bárbara fue fundada el 19 de mayo de 1749 por don José de Escandón y Helguera, lugar al que anteriormente se le llamaba Tanguanchín. En 1757 la villa y la misión fueron cambiadas de sitio debido a una inundación que sufrieron. 
En el año de 1869 se le nombró Ocampo. 
En 1898 fue elevado a la categoría de ciudad.